# George K. Ilsley
Pour les articles homonymes, voir Ilsley.
George K. Ilsley (né en 1958) est un auteur canadien. Il publie la collection de nouvelles Random Acts of Hatred qui racontent la vie d'hommes gays et bisexuels de leurs enfances à leurs vies de jeunes adultes, ainsi que la nouvelle ManBug. En 2020, il publie ses mémoires sous le nom de The Home Stretch: A Father, a Son, and All the Things They Never Talk About.

## Biographie
Né dans la vallée d'Annapolis en Nouvelle-Écosse, il est maintenant établi à Vancouver en Colombie-Britannique. Avant sa carrière d'auteur, il étudie le droit et décide par la suite de ne pas pratiquer cette profession. Ses écrits apparaissent également dans les anthologies Queeries, Contra/Diction et First Person Queer et dans les magazines littéraires The Church-Wellesley Review (en), Event, Prairie Fire (en) et Plenitude (en).
Son oeuvre ManBug est finaliste dans la section fiction du ReLit Awards (en) en 2007. Ilsley reçoit une distinction d'honneur du Dayne Ogilvie Prize (en) par la La Société d'encouragement aux écrivains du Canada (en) en 2010. Son Bingo and Black Ice remporte le Lush Triumphant Award dans la section création non fictive du magazine subTerrain en 2014.